# Inez Bjørg David
Inez Bjørg David (* 6. Februar 1982 in Aarhus) ist eine in Deutschland tätige Schauspielerin dänischer Herkunft. Ihren Durchbruch hatte sie 2003 durch ihre Darstellung der Vanessa Freifrau von Beyenbach in der Seifenoper Verbotene Liebe.

## Leben

### Frühe Jahre und Durchbruch
Inez Bjørg David wurde im Februar 1982 als zweitjüngstes von vier Geschwistern in Aarhus geboren. Ihre Kindheit und Jugend verbrachte sie in Dänemark. Sie besuchte eine Theaterschule in Kopenhagen und nahm privaten Schauspielunterricht. Im Alter von 19 Jahren verbrachte sie ein Auslandsjahr in Berlin, wo sie als Komparsin für die ARD-Fernsehserie Berlin, Berlin entdeckt wurde.
Der Durchbruch gelang ihr 2003 durch die Serienhauptrolle der Vanessa von Beyenbach in der Seifenoper Verbotene Liebe. Im Juni 2006 verließ sie die Soap und übernahm in der Telenovela Sturm der Liebe die Hauptrolle der 2. Staffel, Miriam Saalfeld, geb. von Heidenberg, die sie bis Mitte Dezember 2007 besetzte. Ende November 2008 kehrte sie für einige Folgen zu ihrer Hauptrolle zurück.

### Weitere Karriere
Neben Til Schweiger spielte David in Simon Verhoevens Filmkomödie Männerherzen (2009) und deren Fortsetzung Männerherzen … und die ganz ganz große Liebe (2011) mit. Von 2010 bis 2011 zählte sie als Kriminalkommissarin Julia Brandl zur Stammbesetzung der ZDF-Samstagskrimireihe Kommissarin Lucas. In dem Märchenfilm Die zertanzten Schuhe, der im Dezember 2011 in der ARD im Rahmen der Märchenreihe Sechs auf einen Streich erstmals ausgestrahlt wurde, war sie die an der Seite von Dieter Hallervorden als Prinzessin Amanda zu sehen. 2013 übernahm sie die Hauptrolle der Chirurgin Dr. Fritzi Frühling in der achtteiligen RTL-Comedyserie Doc meets Dorf. In der deutsch-österreichische Kriminalfilmreihe Die Toten vom Bodensee spielte sie von 2014 bis 2019 die Figur der Kim Oberländer, der Ehefrau des von Matthias Koeberlin gespielten Kommissars. 2015 war sie in der Rolle der Siri in dem Kinofilm Ich bin dann mal weg nach dem gleichnamigen Reisebericht Kerkelings zu sehen. In der 24-teiligen Weihnachtsserie Beutolomäus und der wahre Weihnachtsmann spielte sie neben Simon Böer die Rolle der Lena Merten. 2018 agierte sie in dem zweiteiligen ZDF-Herzkinofilm Ein Sommer in Vietnam in der Doppelrolle der Zwillingsschwestern Paula und Marie Friedrich. In der 2019 ausgestrahlten Serie Bonusfamilie, eine Adaption des schwedischen Erfolgsformates (Netflix), spielte sie als Lisa in einen der Serienhauptrollen. In dem ZDF-Weihnachtsfilm Weihnachten im Schnee von Till Franzen spielte sie an der Seite von Ulrike Kriener und Anton Spieker die Rolle der Sanne Johnen, die von ihrem Arbeitskollegen Mark Peters (Johannes Hauer) ungewollt schwanger ist.
Neben festen Serienrollen übernimmt sie auch regelmäßig Gastrollen in zahlreichen Fernsehserien, u. a. Inga Lindström, Großstadtrevier, Tatort, Chaos-Queens, Letzte Spur Berlin und Die Drei von der Müllabfuhr.
2021 schrieb sie das Hörspiel Wie im Märchen für den WDR. Es ist eine Mischung aus Romanze und Sozialstudie: eine Frau, die sich für eine Prinzessin hält, muss erkennen, dass sie eigentlich in einer psychiatrischen Klinik ist.

### Engagement
David ist Botschafterin des World Future Council und setzt sich dort für die Rechte von Frauen ein. Für ihr Engagement für Nachhaltigkeit bekam sie 2016 den Ehrenpreis des Next Economy Awards verliehen.

### Privates
Inez Bjørg David hat zwei Schwestern, die Schauspielerin Marika Elena David (* 1978) und die Sängerin Anna David (* 1984), sowie einen Bruder. Von 2004 bis 2008 war sie mit dem Schauspieler Dominic Saleh-Zaki liiert, den sie bei den Dreharbeiten zu Verbotene Liebe kennengelernt hatte. Sie lebte bis 2016 mit dem Schauspieler Mirko Lang, mit dem sie zwei Kinder hat, in Berlin.
David ist ausgebildete Yogalehrerin und leitet regelmäßig Yogakurse und -workshops in und um Berlin.

## Filmografie

### Kurzfilme
- 2002: Money Jumper
- 2002: Summertime Heroes
- 2003: Da sein
- 2004: Der Hellseher
- 2005: Aus der Sicht eines Freundes

### Spielfilme
- 2009: Männerherzen (Kino)
- 2010: Go West – Freiheit um jeden Preis (Zweiteiler)
- 2011: Männerherzen … und die ganz ganz große Liebe (Kino)
- 2011: Zimmer 205 (Kino)
- 2011: Die zertanzten Schuhe
- 2013: Alaska Johansson
- 2014: Alles ist Liebe (Kino)
- 2015: Los Veganeros (Kino)
- 2015: Macho Man (Kino)
- 2015: Ich bin dann mal weg (Kino)
- 2016: Neu in unserer Familie
- 2017: Für Emma und ewig
- 2017: Brandnächte
- 2017: Keine zweite Chance (Zweiteiler)
- 2019: Wenn’s um Liebe geht
- 2018: Das Joshua-Profil
- 2018: Ein Sommer in Vietnam (Zweiteiler)
- 2019: Weihnachten im Schnee
- 2021: Zurück ans Meer
- 2022: Schon tausendmal berührt

### Fernsehserien und -reihen
- 2003: Berlin, Berlin (Folge Froschkönige)
- 2003–2006: Verbotene Liebe (493 Folgen)
- 2004: Wilde Jungs (Folge Die Auktion)
- 2006–2008: Sturm der Liebe (340 Folgen)
- 2008: Im Tal der wilden Rosen – Zerrissene Herzen
- 2009: SOKO Köln (Folge Familienglück)
- 2009: Inga Lindström – Wiedersehen in Eriksberg
- 2010–2011: Kommissarin Lucas
  - 2010: Spurlos
  - 2010: Wenn alles zerbricht
  - 2011: Am Ende muss Glück sein
- 2012: Die Märchenstunde (Folge Die Karawane der verfluchten Jungfrauen)
- 2013: Inga Lindström – Der schwarze Schwan
- 2013: Doc meets Dorf (8 Folgen)
- 2014–2019: Die Toten vom Bodensee
  - 2014: Die Toten vom Bodensee
  - 2015: Familiengeheimnis
  - 2016: Stille Wasser
  - 2017: Die Braut
  - 2017: Abgrundtief
  - 2018: Der Wiederkehrer
  - 2018: Die vierte Frau
  - 2019: Der Stumpengang
  - 2019: Die Meerjungfrau
- 2014–2015: Großstadtrevier (4 Folgen)
- 2015: Binny und der Geist (Folge Lady Diamond)
- 2015: Tatort – Schwerelos
- 2015: Alarm für Cobra 11 – Die Autobahnpolizei (3 Folgen)
- 2016: Die Spezialisten – Im Namen der Opfer (Folge Kleiner Engel)
- 2017: Chaos-Queens – Für jede Lösung ein Problem
- 2017: Beutolomäus und der wahre Weihnachtsmann (24 Folgen)
- 2018: Letzte Spur Berlin (Folge Schöner wohnen)
- 2019: Die Inselärztin – Die Entscheidung
- 2019: Die Drei von der Müllabfuhr – Dörte muss weg
- 2019: Jerks. (Folge Rausch)
- 2019: 23 Morde – Bereit für die Wahrheit? (Folge Mörser)
- 2019: Bonusfamilie (6 Folgen)
- 2020: Triff … (Folge Triff Marie Curie)
- 2020: Die Inselärztin – Die Mutprobe
- 2020: Die Inselärztin – Das Rätsel
- 2020: Unter Freunden stirbt man nicht (2 Folgen)
- 2021: Der Staatsanwalt (Folge Schlag auf Schlag)
- 2024: Tatort: Angst im Dunkeln

## Als Autorin
- 2021: Wie im Märchen (Hörspiel, WDR)